# Фалалєєва Тетяна Михайлівна
Фалалєєва Тетяна Михайлівна (нар. 9 березня 1980, м. Бердичів Житомирської області) — український фізіолог, доктор біологічних наук, професор, завідувачка кафедри біомедицини Навчально-науковий центр «Інститут біології та медицини» Київського національного університету імені Тараса Шевченка.

## Біографія та наукова діяльність
У 2002 році закінчила біологічний факультет Київського національного університету імені Тараса Шевченка. У 2002—2004 роках навчалася на аспірантурі цього ж університету, паралельно працюючи молодшим науковим співробітником відділу фармако-фізіології Науково-дослідного інституту фізіології імені академіка П. Богача. 

У 2005 році захистила кандидатську дисертацію на тему: «Вплив коротколанцюгових жирних кислот на шлункову секрецію».

З 2007 по 2011 роки працювала науковим співробітником відділу фармако-фізіології НДІ фізіології біологічного факультету Київського національного університету імені Тараса Шевченка.
З 2012 по 2015 роки старший науковий співробітник науково-дослідної лабораторії «Фармакології і експериментальної патології».

У 2012 році захистила докторську дисертацію на тему: «Роль глутамату та пролінвмісних ди-та трипептидів у
регуляції морфо-функціонального стану шлунка».

З 2012 по 2015 роки — старший науковий співробітник НДЛ «Фармакології і експериментальної патології». З 2015 по 2016 роки — професор кафедри біохімії Навчально-наукового центру «Інститут біології та медицини» Київського національного університету імені Тараса Шевченка.
З 2016 по 2017 — завідувачка кафедри фундаментальної медицини.
З 2017 року — завідувачка кафедри біомедицини Навчально-наукового центру «Інститут біології та медицини» Київського національного університету імені Тараса Шевченка. 

Області професійних інтересів — механізми нервової та гуморальної регуляції секреторної функцій шлунка, а також тканинного ураження та захисту в слизовій оболонці шлунку; експериментальна фармакологія.

## Наукові праці
Автор понад 300 наукових праць (91 в базі даних Scopus), співавтор підручника, 2 навчальних посібників, 6 монографій та 9 патентів.
Індекс Гірша в базі даних Scopus складає 19, у Google Scholar – 20.
Основні публікації:
- Цитофізіологія і біохімія травлення. Практикум. К., 2006 (у співавт.)
- Вплив харчових добавок з різним механізмом дії на структурно-функціональний стан шлунка. Монографія. К., 2008 (у співавт.)
- Role of peripheral glutamate receptors in regulation of gastric secretion and motor function of stomach // Journal of Pre-Clinical and Clinical Research. 2007. — Vol. 1, N 2 (у співавт.)
- Влияние глипролинов PGP, GP, PG на гомеостаз слизистой оболочки желудка при стрессорной модели язвообразования у крыс // Бюллетень экспериментальной биологии и медицины. — 2010, Том 148, № 1 (у співавт.)
- Вплив тривалого введення глутамату натрію на структурно-функціональний стан шлунка та масу тіла щурів // Фізіологічний журнал- 2010. — Т. 56, № 4 (у співавт.).
- Short-term periodic consumption of multiprobiotic from childhood improves insulin sensitivity, prevents development of non-alcoholic fatty liver disease and adiposity in adult rats with glutamate-induced obesity (2014) BMC Complement Altern Med., 16, 14, 247. (у співавт.).
- Pathophysiological role of host microbiota in the development of obesity. (2016) Nutr J., 23, 15, 43. (у співавт.).
- Probiotics supplemented with Omega-3 fatty acids are more effective hepatic steatosis reduction in an animal model of obesity (2017) Probiotics and Antimicrobial Proteins, 9, № 2, pp. 123–130. (у співавт.).
- Treatment efficacy of a probiotic preparation for non-alcoholic steatohepatitis: A pilot trial Journal of Digestive Diseases, (2017) 18, (12), 698—703. (у співавт.).
- Peripheral N-methyl-D-aspartate receptor localization and role in gastric acid secretion regulation Immunofluorescence and pharmacological studies. (2018) Scientific Reports, 8 (1), art. no. 7445. (у співавт.).
- Probiotics and nutraceuticals as a new frontier in obesity prevention and management. (2018) Diabetes Research and Clinical Practice, 141, 190—199. (у співавт.).
- Efficacy of probiotics and smectite in rats with non-alcoholic fatty liver disease. (2018) Annals of Hepatology, 17, (1), 153—161. (у співавт.).
- Obeticholic Acid: A New Era in the Treatment of Nonalcoholic Fatty Liver Disease. (2018) Pharmaceuticals, 11, 104, 10 p. (у співавт.).
- The influence of probiotic diet and chondroitin sulfate administration on Ptgs2, Tgfb1 and Col2a1 expression in rat knee cartilage during monoiodoacetate-induced osteoarthritis. (2019) Minerva Med. Apr 1. doi: 10.23736/S0026-4806.19.06063-4. (у співавт.).
- Crosstalk between gut microbiota and antidiabetic drug action. (2019) World J Diabetes., 15, 10, (3), 154—168. (у співавт.).

## Відзнаки
- 2002 рік — грамота Президії Національної академії наук України за цикл наукових робіт «Вплив лактульози на шлункову секрецію у щурів»[1].
- 2003 рік — Премія Президента для молодих вчених в галузі науки і техніки за наукову працю «Вплив лактульози на секреторну функцію шлунка — теоретичні та прикладні аспекти»[2].
- 2012 рік — Лауреат Державної премії України в галузі науки і техніки у складі авторського колективу за цикл наукових праць «Механізми функціонування органів системи травлення»[3].
- 2013 рік — іменна стипендія Верховної Ради України для найталановитіших молодих учених[4].